# Ламперт, Гарри
Гарри Ламперт (англ. Harry Lampert; 3 ноября 1916, Нью-Йорк — 13 ноября 2004, Бока-Ратон, Флорида) — американский мультипликатор, учитель по игре в бридж, художник и автор сценария комиксов.

## Биография и карьера
Гарри Ламперт родился в Нью-Йорке в 1916 году. Свою карьеру он начал в шестнадцатилетнем возрасте, работая на легендарного мультипликатора Макса Флейшера. Ламперт занимался обводкой чернилами, а также помогал в создании образов из мультфильмов про Бэтти Буп, моряка Попая и Клоуна Коко. Переехав в Дрю Филдс, что недалеко от города Тампа, Флорида, он создал образ Друпи — дрюфилдского маскота, который появился в журнале Drew Field Echoes в 1942—1944 гг. Он начал рисовать комиксы и получил известность как создатель облика супергероя Флэша. В результате сотрудничества Ламперта со сценаристом Гарднером Фоксом, герой появился в выпуске Flash Comics #1. Однако художник оставил работу над Флэшем после всего пяти выпусков, объяснив это стремлением к юмористике (спустя 50 лет Ламперт утверждал, что не имеет никаких «исходных оригиналов», не имеет даже комиксов о Флэше, так как это дорого). Также ему приписывают создание таких комиксных персонажей как Король; Красный, Белый и Синий; Атом. Позже Ламберт продолжил рисовать карикатуры для Time, The New York Times, Esquire и The Saturday Evening Post. Он также работал преподавателем в Нью-Йоркской школе изобразительных искусств и выступил основателем фирмы «Lampert Agency», занимающейся рекламой. Ряд объявлений, в частности реклама для Olympic Airways, Seagram, и U.S. Virgin Islands, были отмечены престижными наградами в области рекламы.
После выхода на пенсию в 1976 году написал много книг, обучающих игре в бридж. Будучи «живым мастером и учителем по бриджу», лицензированным американской лигой бриджа (англ. American Contract Bridge League), Ламперт провёл годы, давая мастер-классы и обучая игроков на круизных лайнерах. С середины 1990-х Гарри Ламперт был частым гостем на комиксных конвенциях, где раздавал автографы, продавал эскизы и рассказывал о создании известной книги комиксов.
Ламперт умер 13 ноября 2004 года в Бока-Ратоне, Флорида, из-за осложнений в результате рака простаты. У него остались его жена Адель Ламперт, дочь Карен Акаван и два внука.

### Учебники по бриджу
- Lampert, Harry. Fun Way to Learn Serious Bridge (неопр.). — Roslyn, New York: Hardel Publishing, 1978. Second edition 1980, The Fun Way to Serious Bridge; reprinted 1986, Simon & Schuster Fireside Books. LCCN 86-6657.
- Lampert, Harry. The Fun Way to Advanced Bridge (неопр.). — New York: Simon & Schuster Fireside Books, 1985. — ISBN 0-671-53066-6.
- Lampert, Harry. Declarer Play and Opening Leads, a Fun Way Bridge Book (англ.). — Deerfield, IL: Private, 1988.
- Lampert, Harry. Teacher's Guide for Lesson Plans in Conjunction with Declarer Play and Opening Leads, a Fun Way Bridge Book (англ.). — Deerfield, IL: Private, 1988.
- Lampert, Harry. Harry's Hands/Over 100 Funway Bridge Hands (англ.). — Deerfield, IL: Private, 2002.
- Lampert, Harry. The Fun Way to Better Bridge (неопр.). — Louisville, KY: Devyn Press, 2002.

### Памфлеты
- «Introduction to Defensive Play» (Devyn, 1989), Future Champions no. 10. OCLC 30309406